# レイ・フェルナンデス
ハーキュリーズ・ヘルナンデス（Hercules Hernandez）ことレイ・フェルナンデス（Raymond Fernandez、1956年5月7日 - 2004年3月6日）は、アメリカ合衆国のプロレスラー。フロリダ州タンパ出身。
ギリシア神話の英雄 "ヘーラクレース" の英語名であるハーキュリーズをリングネームに冠し、その名に違わぬ筋骨隆々のパワーファイターとして活躍した。日本ではヘラクレス・ヘルナンデスの呼称および表記で知られた。

## 来歴
1981年6月、エディ・グラハムが主宰していた地元のNWAフロリダ地区でデビュー（1979年にミッドサウス地区で覆面レスラーのミスター・レスリング3号としてデビューしたともされる）。1982年にハーキュリーズ・ヘルナンデスのリングネームで中西部のNWAセントラル・ステーツ地区に入り、ハーリー・レイスやマイク・ジョージらベテランと対戦してキャリアを積む。1983年1月にはヘラクレス・ヘルナンデス名義で全日本プロレスに初来日。1月7日の高松大会ではジャンボ鶴田、1月20日の北茨城大会ではジャイアント馬場とのシングルマッチが組まれた。
以降、ジム・クロケット・ジュニア主宰のNWAミッドアトランティック地区やビル・ワット主宰のMSWAなど、南部エリアを転戦。ミッドアトランティックではジョディ・ハミルトンが再編したジ・アサシンズの新メンバーとなり、1983年11月24日開催の『スターケード '83』ではルーファス・R・ジョーンズ&バグジー・マグローから勝利を収めた。
MSWAではジム・コルネットやスカンドル・アクバのマネージメントのもと、ジム・ドゥガン、ジャンクヤード・ドッグ、テリー・テイラーと抗争。1984年12月3日には、テッド・デビアスと組んでロックンロール・エクスプレス（リッキー・モートン&ロバート・ギブソン）からミッドサウス・タッグ王座を奪取した。
古巣のフロリダ地区では1985年5月26日にブライアン・ブレアーから南部ヘビー級王座を奪取。6月30日にはヘクター・ゲレロを破りフロリダ・ヘビー級王座を獲得したが、控室でワフー・マクダニエルと乱闘騒ぎを起こしたため解雇されている。
1985年末よりWWFに登場し、初期はフレッド・ブラッシー、後にボビー・ヒーナンをマネージャーに迎え、極太の鎖を首に巻きつけた大型ヒールとして活躍。リングネームをハーキュリーズに改め、同じ筋肉派のビリー・ジャック・ヘインズやアルティメット・ウォリアーと抗争を展開、1986年11月15日収録（11月29日放送）の『サタデー・ナイツ・メイン・イベント』ではハルク・ホーガンのWWF世界ヘビー級王座に挑戦した。1987年2月21日収録（3月14日放送）の同番組では、ホーガンやアンドレ・ザ・ジャイアントが参加したバトルロイヤルにおいて優勝を果たしている。
1988年からベビーフェイスに転向してテッド・デビアスらと抗争するが、1990年夏頃から再びヒールターン。スリックをマネージャーに、ポール・ローマとのタッグチーム "パワー&グローリー" でタッグ戦線に進出する。怪力のハーキュリーズ（パワー）とスピーディーなローマ（グローリー）という、それぞれの持ち味を活かしたコンビネーション・プレイを武器に、リージョン・オブ・ドゥーム（ホーク&アニマル）、ハート・ファウンデーション（ブレット・ハート&ジム・ナイドハート）、ザ・ロッカーズ（マーティ・ジャネッティ&ショーン・マイケルズ）らと抗争を繰り広げた。1991年6月には当時WWFと提携していたSWSにローマとのコンビで来日している。
1992年にWCWへ移籍し、覆面レスラーのスーパー・インベーダーに変身。同年9月2日の『クラッシュ・オブ・ザ・チャンピオンズ』ではジェイク・ロバーツ、リック・ルード、ベイダーと組み、スティング、ニキタ・コロフ、スタイナー・ブラザーズ（リック&スコット・スタイナー）のベビーフェイス勢とエリミネーション・マッチで対戦した。
1993年、新日本プロレスに初参戦。当時の新日本の外国人エースだったスコット・ノートンと "ジュラシック・パワーズ" を結成、同年8月5日にヘルレイザーズ（ホーク&パワー・ウォリアー）からIWGPタッグ王座を奪取した。新日本には翌1994年まで計9回、ノートンのパートナーとして来日している。
その後はイリノイ州シカゴのAWFなどインディー団体を転戦し、1999年に引退してトラック・ドライバーに転身した。2004年3月6日、心臓発作のためフロリダ州タンパの自宅で死去。47歳没。

## 得意技
- トーチャー・ラック（アルゼンチン・バックブリーカー）
- アルゼンチン・バックブリーカー・ドロップ
  - ジュラシック・パワーズ時代の得意技。トーチャー・ラック（アルゼンチン・バックブリーカー）をかけた状態でジャンプして、両膝からマットに着地した衝撃で相手の背骨にダメージを与える。
- パワースラム
- ベアハッグ
- フルネルソン
  - WWFのシングルプレーヤー時代のフィニッシャーで絞め落とす技として使われていたが、ヒールだったので基本的にはレフェリーのカウント2で相手に蘇生され切り替えされていた。
- エルボー・ドロップ
- スーパープレックス
  - パワー&グローリー時代は、この技に続きポール・ローマがダイビング・ボディ・プレスを放つ合体攻撃 "パワー・プレックス" をフィニッシュとしていた。

## 獲得タイトル
セントラル・ステーツ・レスリング
- NWAセントラル・ステーツTV王座：1回
- NWAセントラル・ステーツ・タッグ王座：2回（w / デューイ・ロバートソン）[18]

チャンピオンシップ・レスリング・フロム・フロリダ
- NWAフロリダ・ヘビー級王座：2回[6]
- NWA南部ヘビー級王座：1回[7]

ミッドサウス・レスリング・アソシエーション
- ミッドサウス・タッグ王座：1回（w / テッド・デビアス）[5]

新日本プロレス
- IWGPタッグ王座：1回（w / スコット・ノートン）[16]

インディー
- IWFカンナム王座：1回
- IAWヘビー級王座：1回
- IAWタッグ王座：1回（w / ポール・ローマ）